# Ariana Steiger
Ariana Steiger (* 22. Oktober 1995) ist eine Schweizer Unihockeyspielerin, welche beim Nationalliga-A-Verein UH Red Lions Frauenfeld unter Vertrag stand.

## Karriere
Steiger wechselte 2019 von ihrem Ausbildungsverein UHC Tägerwilen in die Nationalliga A zu den Red Lions Frauenfeld. In ihrer ersten Saison auf dem Grossfeld absolvierte sie 16 Partien.
Seit 2024 steht die Verteidigerin beim LUPL-Team WASA-St.Gallen unter Vertrag.